# Ultratech
Ultratech, Inc. (NASDAQ: UTEK
, NASDAQ: UTEK
) és una companyia de tecnologia internacional radicada a San José (Califòrnia), que subministra equips a plantes de fabricació de semiconductors globals, i també fa eines per a aplicacions de nanotecnologia mitjançant xarxes òptiques, emmagatzematge de dades i indústries d'automoció i pantalles. Des de maig de 2017 és propietat de Veeco.

## 1980
Ultratech Stepper, Inc. va ser fundada el 1979 per Leo de Bos, ubicat a Santa Clara (Califòrnia). La línia de productes constava de 1x passos de microlitografía, utilitzant un disseny de lent catadiòptric únic. Aquesta tecnologia Fins a 1992, Ultratech Stepper, Inc., era subsidiària de General Signal. Els presidents anteriors van incloure a Leo de Bos i George Rutland. El 1986, Drytek va ser venut a General Signal Technology Corp Zafiropoulo es va mantenir com a President i executiu en cap de la subsidiària de Drytek amb General Signal.

## 1990
El setembre del 1992 Zafiropoulo va reformar Ultratech Stepper, com una companyia separada, per adquirir certs actius i passius de la Divisió de Senyal General de Ultratech Stepper. Zafiropoulo va continuar exercint com a president de la divisió fins a la seva independència al març de 1993.
Al març de 1993 la nova companyia es va independitzar, i Zafiropoulo es va convertir en el President, Director Executiu i President de la Junta del recentment independent Ultratech Stepper. Al llarg de la dècada de 1990, la companyia va mantenir aquest nom, reflectint el seu negoci principal original.
La companyia es va fer pública a la borsa de valors Nasdaq, amb el símbol UTEK. El 1998, Ultratech Stepper va adquirir la seva plataforma de productes de reducció XLS.

## 2000
El 29 de febrer de 2000 Ultratech Stepper va presentar una demanda federal per infracció de patent contra Nikon, Canon i ASML al Tribunal de Districte d'EE. UU. Nikon es va establir a l'abril de 2000, i Canon es va establir el setembre de 2001. Però el 12 d'octubre de 2001, la subsidiària de propietat absoluta d'ASML, Silicon Valley Group, Inc va presentar una demanda contra Ultratech a través de la seva divisió SVG lithography Systems, al Tribunal de Districte d'EE. UU. del Districte de Massachusetts. El març de 2004 es va desestimar la demanda de SVGL. Mentrestant, a la demanda original, el Tribunal de Virgínia va fallar en una determinació preliminar contra Ultratrech i en favor d'ASML. Ultratech va apel·lar davant del Tribunal d'Apel·lacions per al Circuit Federal a Washington DC, que després va revocar la determinació anterior de Virgínia i va tornar el cas al Tribunal de Districte dels Estats Units per al Districte del Nord de Califòrnia.
Per a l'any 2000 les vendes van arribar a menys de 150 milions de dòlars, incloent un guany no operativa de gairebé 16 milions de dòlars aquest any per la venda d'algunes terres. El deteriorament de més de 4 milions de dòlars relacionat amb la plataforma de productes de reducció XLS d'Ultratech que s'havia adquirit el 1998. La reestructuració va incloure l'eliminació del 20% de la força laboral al setembre.
En sofrir el mercat baixista de tecnologia de tres anys i la recessió de 2001, per a l'any 2002 els ingressos per vendes d'Ultratech es van reduir gairebé a la meitat, a menys de 69 milions, i més de la meitat d'aquesta quantitat es presenta com una altra pèrdua operativa important. Aquest any, altres tres càrrecs van afectar la companyia, per amortitzacions d'inventari, productes abandonats i més reestructuracions, per un total de gairebé 11 milions de la pèrdua. La reestructuració va incloure una reducció addicional de la força laboral en un 15% al setembre.
El 2003 les vendes es van recuperar més de 100 milions, i la companyia va obtenir un guany, beneficiada per les vendes d'inventari i productes que s'havien anotat anteriorment, guanyant més de 1.6 milions de guany per a 2003. Intel Corp va representar el 26% de les vendes de Ultratech. Les vendes a fabricants de nanotecnologia van aconseguir una quarta part de les vendes totals de la companyia el 2003. Amb la recuperació financera, el preu de les accions sempre volàtil de Ultratech es va disparar des de menys de 10 dòlars per acció en el primer trimestre, fins a mitjans dels 30 fins al final de l'any.
El 2004 Ultratech va ingressar formalment al mercat de processament tèrmic ràpid quan va llançar el seu sistema de processament làser (LP).
Des de març de 2017, Ultratech és una subsidiària de Veeco.